# Kim Sasabone
Kim Sasabone (ur. 1 kwietnia 1974 w Salvadorze) – holenderska piosenkarka, tancerka i trenerka fitness pochodzenia brazylijskiego. Od 1997 roku jest członkinią zespołu Vengaboys.

## Biografia
Jest samoukiem. Jej adopcyjni rodzice nie dali jej takiej samej edukacji, jaką otrzymała jej starsza siostra, Esther-Clair Sasabone, zaś ona sama nie ukończyła college'u.
Została odkryta w 1997 roku w Hiszpanii przez dwóch holenderskich producentów: Dennisa van den Driesschena i Wessela van Diepena. Niedługo potem została główną wokalistką kwartetu Vengaboys. Znakiem rozpoznawczym zespołu zawsze były jego stroje; Sasabone nosi mundur wojskowy, dzięki czemu otrzymała pseudonim Armygirl. Wokalistka występuje w zespole od początku jego istnienia i nigdy nie opuściła grupy. Przeboje grupy, takie jak „We're Going to Ibiza” czy „Shala lala” były niemalże w całości śpiewane przez nią solowo.
Utrzymując warunek, aby tańczyć wieczorami na scenie, Kim Sasabone zaczęła trenować fitness jeszcze w latach 90. Początkowo chodziła do szkoły sportowej, po czasie jej się spodobała i w momencie gdy zespół został zawieszony, wokalistka zdecydowała się otworzyć własną szkołę sportową. Pracuje również jako instruktor fitness.
29 października 2013 na świat przyszło jej pierwsze dziecko, syn Joveyn.